# Резервные поля стадиона Хосе Соррильи
Резервные поля стадиона Хосе Соррильи расположены в городе Вальядолид, столице одноимённой провинции в испанском автономном сообществе Кастилия и Леон. Эти поля служат домашним стадионом для команды «Вальядолид Промесас» и молодёжных команд, а также используются для тренировок клуба «Реал Вальядолид».
Пристройки к стадиону Хосе Соррильи были построены в 1988 году в рамках создания спортивного городка «Вальядолида».
Резервные поля находятся всего в 20 метрах от основного стадиона, что обеспечивает удобный доступ к ним. На натуральном поле, где тренируется «Реал Вальядид», предусмотрена трибуна, а также имеется трибуна на поле с искусственным покрытием, где обычно проходят матчи «Вальядолид Промесас» и молодёжных команд.
Поля расположены на правом берегу реки Писуэрги, рядом с Авенида-дель-Монастерио-дель-Прадо, в западной части города. Это местоположение было выбрано с целью улучшения инфраструктуры района, который соседствует с Паркесоль и торговым центром. Общая площадь территории составляет 25 гектаров, из которых 5 гектаров отведены под спортивные объекты, а остальные — под парковки.

## Инфраструктура
Комплекс состоит из четырех полей: два с натуральным газоном, на которых тренируется «Реал Вальядолид», и два с искусственным газоном. Одно из искусственных полей используется командой «Реал Вальядолид Промесас» и молодежными командами, где газон был заменен в период с конца 2016 по начало 2017 года. На существующей трибуне расположены различные раздевалки и складские помещения, а также современный и функциональный кафетерий. Трибуна вмещает по 741 зрителю с каждой стороны, что в общей сложности дает 1482 места. Всего имеется восемь рядов: 85 мест в нижнем ряду, 92 в верхнем и по 94 в каждом из шести средних рядов.
В апреле 2020 года на главной трибуне был установлен навес для защиты посетителей от ненастной погоды. Кроме того, были установлены фиолетовые сиденья, а на белых можно увидеть инициалы клуба и год его основания — «RVCF 1928».
13 июля 2020 года было объявлено о замене третьего поля с искусственной травой на натуральную траву площадью 10 000 квадратных метров. 25 августа 2020 года клуб подтвердил планы по строительству четвертого футбольного поля с искусственным газоном за пределами нынешнего комплекса, к северу, перед парковкой и зоной для фанатов. Это расширение позволит всем командам продолжать играть в комплексе до завершения строительства спортивного городка «Реал Вальядолид», который будет расположен в Пинар-де-Халон.